# Chuck Keehne
Chuck Keehne (1er août 1914-24 février 2001) est un costumier américain.

## Biographie
Keehne intègre les studios Disney en 1955 comme costumier pour les séries télévisées alors en production pour Walt Disney Television telles que le The Mickey Mouse Club ou Zorro.
Il prend sa retraite en 1979.

## Filmographie
- 1953 : Donovan's Brain
- 1956 : L'Infernale Poursuite
- 1957 : Sur la piste de l'Orégon
- 1957 : Johnny Tremain
- 1957 : Fidèle Vagabond
- 1957-1958 : The Saga of Andy Burnett (6 épisodes)
- 1958 : Lueur dans la forêt
- 1958 : Tonka, cheval sauvage (Tonka) de Lewis R. Foster
- 1958 : Signé Zorro
- 1959 : Quelle vie de chien !
- 1959 : Darby O'Gill et les Farfadets
- 1960 : Le Clown et l'Enfant
- 1960 : Pollyanna
- 1960 : Les Dix Audacieux
- 1961 : Monte là-d'ssus
- 1961 : La Fiancée de papa
- 1962 : Un pilote dans la Lune
- 1962 : Bon voyage !
- 1962 : Sammy, the Way-Out Seal (téléfilm)
- 1962 : Compagnon d'aventure
- 1963 : Après lui, le déluge
- 1963 : Sam l'intrépide
- 1963 : Johnny Shiloh (téléfilm)
- 1963 : L'Été magique
- 1963 : L'Incroyable Randonnée
- 1964 : Les Mésaventures de Merlin Jones
- 1964 : Mary Poppins
- 1965 : Un neveu studieux
- 1965-1966 : Gallegher (série télévisée)
- 1966 : Quatre Bassets pour un danois
- 1966 : Demain des hommes
- 1967 : Rentrez chez vous, les singes !
- 1969 : Smith !
- 1972 : Les Aventures de Pot-au-Feu (The Biscuit Eater)
- 1973 : Charley et l'Ange (Charley and the Angel)
- 1973 : Un petit Indien (One Little Indian) de Bernard McEveety
- 1974 : Mes amis les ours (The Bears and I)

- 1976 : Un vendredi dingue, dingue, dingue
- 1978 : Le Chat qui vient de l'espace
- 1979 : Le Trou noir